# کارلا چین
کارلا چین (انگلیسی: Carla Chin؛ زادهٔ ۱۰ مهٔ ۱۹۶۶) بازیکن فوتبال اهل کانادا است.
وی همچنین در تیم ملی فوتبال زنان کانادا بازی کرده‌است.